# Nicarque
Nicarque est un poète grec du Ier siècle. Il est surtout connu pour ses épigrammes, dont 42 ont été conservées dans l'Anthologie grecque. Bon nombre de ses épigrammes sont dirigées contre les médecins.
Sous le scalpel d'un maître en chirurgie
Un patient avait perdu la vie.
« Dieu soit loué ! dit-il; le malheureux,
« S'il eût vécu, serait resté boiteux. »
Socles à Diodore avait fait la promesse
De le débarrasser d'une bosse traîtresse.
Sur son échine donc il entasse à la fois
Trois blocs quarrés d'une grosseur extrême.
Notre bossu périt écrasé sous le poids.
Mais plus droit qu'une règle même.